# Korg M1
| Synthesizer (Musical Workstation) | Synthesizer (Musical Workstation)                               |
| Korg M1                           | Korg M1                                                         |
| Allgemeines                       | Allgemeines                                                     |
| --------------------------------- | --------------------------------------------------------------- |
| Name                              | M1                                                              |
| Hersteller                        | KORG                                                            |
| Klangsynthese                     | digital, AI-Synthese                                            |
| Zeitraum                          | 1988–1994                                                       |
| Preis (Erscheinungsjahr)          | 4590,- DM (entspr. 2023 inflationsbereinigt rd. 4700 EUR)       |
| Eigenschaften                     |                                                                 |
| Polyphon                          | ja, 16                                                          |
| Multitimbral                      | ja, 8                                                           |
| Filter                            | digital, Tiefpass, anschlagdynamisch                            |
| LFO                               | 2 pro Stimme                                                    |
| Effekte                           | zwei Effektprozessoren (u. a. Hall, Delay, Chorus)              |
| Tasten                            | 61, anschlagdynamisch mit Aftertouch (Multi, Layer, Split mode) |
| Int. Spielhilfen                  | Pitch-, Modulations-Joystick                                    |
| Ext. Controller                   | - -                                                             |
| Schnittstelle(n)                  | MIDI: 1xIN, 1xOUT, 1xTHRU                                       |
| Anschlüsse                        | Kopfhörer Audio: 1/L, 2/R, 3, 4 2 × Pedal 1 × Dämpfer           |
| Sequenzer                         | 8-Spur, 10 Songs, 100 Patterns (7.700 Noten)                    |
| D/A Wandler                       | 16 Bit                                                          |
| Samples                           | 144 Multisamples (16 Bit, max. 32 kHz)                          |
| Speicherplätze                    | 100                                                             |
| ROM                               | 4 MB                                                            |
| RAM                               | - -                                                             |
| Ext. Speicher                     |                                                                 |
| Nachfolgermodell                  | Korg 01W                                                        |

Der Korg M1 ist ein digitaler Synthesizer des Typs „Workstation“ und wurde zwischen 1988 und 1994 gebaut.
Der Korg M1 ist neben dem Yamaha DX7 der am meisten gebaute Synthesizer und war die erste „erschwingliche“ Music Workstation. Bei diesem Konzept befinden sich alle Funktionen, die für eine einfache Musikproduktion benötigt werden, in einem einzigen Gerät. Im Falle des M1 sind das Sample-ROM-basierter Synthesizer, Effektgeräte, Drumcomputer und 8-Spur-MIDI-Sequenzer.

## Aufbau
Zur Klangerzeugung wird die vom Hersteller so bezeichnete AI-Synthese eingesetzt. Es steht ein Vorrat von 144 synthetischen und von Naturinstrumenten (= Klavier, Streichinstrumente, Gitarren usw.) stammenden gesampelte Wellenformen (4 MB) zur Verfügung, die nach dem Prinzip der subtraktiven Synthese weiterverarbeitet werden können: pro Stimme gibt es einen digitalen Tiefpassfilter (12 dB, ohne Resonanz), 3 vierstufige Hüllkurven und 2 einfache LFOs (hier MGs genannt) zur weiteren Klangformung. Zur klanglichen Verfeinerung lassen sich die so erzeugten Sounds mit Hilfe von zwei identischen Effektprozessoren mit je 33 Effektalgorithmen weiter bearbeiten und verfeinern. Der Korg M1 ist 16-stimmig polyphon und 8-fach multitimbral, es lassen sich somit bis zu acht unterschiedliche Klänge gleichzeitig wiedergeben.

## Varianten
Die Rackversion des M1 ist der Korg M1R. Später entstand der M1R-EX mit erweitertem 8-MB-Wellenformenspeicher. Eine abgespeckte Version des M1R ist der Korg M3R, der mit einem geringeren Wellenformenspeicher von nur 2 MB auskommen muss, ein kleineres Display besitzt und auf einen eingebauten Sequencer verzichtet.
Der M-Serie folgte 1989 die T-Serie, deren Vorrat an Wellenformen der M1R-EX-Variante entspricht und neben einer verbesserten Bedienung mit größerem Display um einige Features erweitert wurde. Die T-Serie (Total Workstation) bietet die Versionen T3 (61 Tasten), T2 (76 Tasten) sowie T1 mit hochwertigem Holzgehäuse und 88 gewichteten Tasten. Zusätzlich wurde ab 1993 der M1 als M1EX angeboten, der mit dem 8-MB-Wellenformspeicher der M1REX/T-Serie ausgestattet ist. Für „normale“ M1 wurde ein entsprechendes Expansion-Kit als Zusatzplatine zum Einbau angeboten.
Zu hören ist der Korg M1 in zahllosen zeitgenössischen Musikproduktionen, z. B. auf dem Song „No Ordinary Love“ von Sade. Sehr beliebt sind im House auch die Orgel- und Klavierklänge des M1. Ebenso ist der M1 in „Hiroshima“ von Sandra vertreten, erklingt bei „Innocent“ von Mike Oldfield und ist dort auch im zugehörigen Video zu sehen. Unter anderem verwendet auch die Band Europe diesen populären Synthesizer, dem man aufgrund seines recht charakteristischen Sounds mittlerweile einen gewissen Status als Neo-Klassiker unter den Synthesizern zubilligt.